# トム・シューマン
トム・シューマン（Tom Schuman、1958年1月31日 - ）は、アメリカ合衆国のピアニスト、スムーズジャズ・キーボード奏者、スパイロ・ジャイラの共同リーダー、編曲家である。19歳の時（ファースト・アルバムのリリース前）からスパイロ・ジャイラのキーボード奏者を務めてきた。これまでにスパイロ・ジャイラのすべてのアルバムに参加し、アルバム『キャッチング・ザ・サン』（GRP、1980年）以来、50曲以上のスパイロ・ジャイラの作品を単独または共同で作曲している。

## ディスコグラフィ

### ソロ・アルバム
- 『トム・シューマン・デビュー! / イクストレミティーズ』 - Extremities (1990年、GRP)
- Schuman Nature (2003年、Heads Up)
- Into Your Heart (2003年、Heads Up)
- Deep Chill (2006年、Heads Up)
- Reflections Over Time (2010年、Crosseyed Bear)
- Designated Planets (2013年、Crosseyed Bear)

### 参加アルバム
Gamalon
- Gamalon (1987年)
- High Contrast (1991年)

ジェイソン・マイルズ
- Celebrating the Music of Weather Report (2000年)
- To Grover, With Love (2002年)

スティーヴ・オリヴァー
- Positive + Energy (2002年)
- 3D (2004年)
- Radiant (2006年)

その他
- ユセフ・ラティーフ : 『テンプル・ガーデン』 - In a Temple Garden (1979年)
- ジャスティン・ヤング : On the Way (2007年)
- アル・ウィリアムズ : Heart Song (2008年)
- ジェフ・カシワ : Let It Ride (2012年)[4]